# Čtyřhlavý sval stehenní

Vizualizace

Čtyřhlavý sval stehenní (musculus quadriceps femoris) je velká skupina svalů která je na přední straně stehna. Je to extenzorový sval kolene, tzn, že napíná koleno. Vytváří obrovskou masu na přední straně femuru (stehenní kosti).